# Might and Magic
Might and Magic – seria komputerowych gier fabularnych osadzonych w świecie fantasy z elementami fantastyki naukowej, zaliczanych do odmiany dungeon crawler. Były wydawane w latach 1986–2014 przez trzy kolejne przedsiębiorstwa:
- początkowo New World Computing,
- następnym wydawcą było 3DO, z zachowaniem pierwotnego producenta;
- po upadku tego przedsiębiorstwa markę przejął Ubisoft, który wydał jeszcze jedną część.

Twórcą serii i głównym autorem większości odsłon był Jon Van Caneghem – założyciel New World Computing. Gry Might and Magic ukazały się zarówno w wersjach na komputery osobiste, jak i konsole.
Seria ta była podstawą dla kilkunastu innych gier (spin-offów), odwołujących się do marki swoimi tytułami lub fabułą. Najbardziej rozbudowaną wariacją tego typu jest seria Heroes of Might and Magic z gatunku strategicznych gier turowych.

## Gry z cyklu
- Might and Magic: The Secret of the Inner Sanctum
- Might and Magic II: Gates to Another World
- Might and Magic III: Isles of Terra
- Might and Magic IV: Clouds of Xeen
- Might and Magic V: Darkside of Xeen
  - Might and Magic: World of Xeen
- Might and Magic VI: The Mandate of Heaven
- Might and Magic VII: For Blood and Honor
- Might and Magic VIII: Day of the Destroyer
- Might and Magic IX
- Might and Magic X: Legacy

## Rozgrywka
Podstawowe cechy gier Might and Magic, wspólne wszystkim odsłonom, to:
- kierowanie kilkorgiem bohaterów, choć w część ósmą można też grać jedną postacią;
- perspektywa pierwszej osoby (ang. FPP);
- osadzenie w świecie fantasy. Zawiera on szereg planet i planetoid, z których kilka przedstawiono w grze. Ich klimaty przypominają te Ziemi w czasach istnienia ludzkości, a biosfery przypominają te ziemskie – występują tam drzewa, ludzie czy węże, ale również stwory fantastyczne, znane z legend i mitologii jak smoki czy gryfy, a także z innych światów fantasy, zwłaszcza Dungeons and Dragons[potrzebny przypis]. Poziom technologiczny przedstawionych społeczeństw przypomina czasy przedprzemysłowe i nie pokrywa się całkiem z europejskim średniowieczem, m.in. przez występowanie ręcznej broni palnej, lunet i balonów lotniczych. W świecie tym istnieje także wyższa technologia, umożliwiająca podróże międzygwiezdne, jednak gracz ma z nią ograniczony kontakt. W światach tych występuje magia i gra polega m.in. na posługiwaniu się nią; postacie mogą wpływać na swoje zdolności przez elementy ubioru i biżuterii, eliksiry, a także rzucać zaklęcia; w części przypadków wymaga to many mierzonej punktami magii. Przedstawione populacje przeważnie są zorganizowane w różne państwa, sąsiadujące i toczące ze sobą wojny;
- otwarty świat – gracz ma swobodę poruszania się i może wykonywać zadania w różnej kolejności; w częściach VI–IX jest on podzielony na rozłączne poziomy (obszary);
- walka w trybie turowym, choć części VI–IX umożliwiały także walkę w czasie rzeczywistym;
- rozwój postaci oparty na punktach doświadczenia (ang. EXP) –  gracz je zdobywa przez pokonywanie wrogów i wykonywanie zadań. Umożliwia mu to osiąganie kolejnych poziomów doświadczenia; zazwyczaj kilkadziesiąt wystarczy, aby ukończyć grę[potrzebny przypis];
- zdobywanie przez bohaterów różnych umiejętności, umożliwiających posługiwanie się różnymi rodzajami broni, osłony i zaklęć, a także identyfikację przedmiotów, ich naprawę i bardziej efektywny handel.

Kierowane postacie różnią się profesjami, a w części gier także rasami. We wcześniejszych grach serii interfejs był zbliżony do tego z gier serii Wizardry i Bard’s Tale. W Might and Magic VI: The Mandate of Heaven zmieniono go na podobny do znanego z serii gier Doom.

## Fabuła
Światy odwiedzane w grach cyklu znajdują się w alternatywnym wszechświecie, nadzorowanym przez Starożytnych. W każdej grze drużyna poszukiwaczy przygód walczy z potworami i wykonuje różnorakie misje na jednej z planet (bądź, jak w grach 6-8, w różnych częściach jednej planety), dopóki nie zostanie wplątana w intrygi Starożytnych.
Pierwsze pięć gier koncentruje się na zdradzieckim strażniku planet nazwanym Sheltem, który zwykł wrzucać planety, którymi się opiekował, do gwiazd, dookoła których one krążyły. Sheltem obejmuje kontrolę nad kilkoma upiornymi planetami, a Corak – wysłannik Starożytnych – w towarzystwie drużyny bohaterów gracza walczy z nim za każdym razem. Ostatecznie zarówno Corak, jak i Sheltem zostają zniszczeni.
Szósta, siódma i ósma część gry rozgrywają się na tej samej planecie, ale w różnych jej częściach – Enroth, Antagarichu i Jadame. Opowiadają one historię inwazji Kreegan – największych wrogów Starożytnych. Wyjaśnia się w nich również, dlaczego światy Might and Magic przypominają średniowiecze z elementami fantasy, mimo że zostały stworzone za pomocą futurystycznych technologii – zostały one odcięte od Starożytnych i popadły w barbarzyństwo.
Części VI-VIII są ściśle powiązane fabularnie z serią Heroes of Might and Magic, w której ujawnione jest więcej szczegółów dotyczących rządzącej w Enroth dynastii Ironfist, samej inwazji Kreegan, a także pokazane więcej wątków dotyczących mniej istotnych regionów odwiedzanych przez bohaterów Might and Magic.